# Толман, Рут
Рут Толман (англ. Ruth Tolman, урождённая Шерман (англ. Sherman), 9 октября 1893, Вашингтон, Индиана — 18 сентября 1957) — американский психолог, профессор. Она известна своей работой над посттравматическим стрессовым расстройством и близкими отношениями с Дж. Робертом Оппенгеймером, главой Манхэттенского проекта.

## Ранние годы
Толман родилась 9 октября 1893 года в Вашингтоне, штат Индиана, в семье Лилли Белль (урождённой Грэм) и Уоррена К. Шермана. У неё была старшая сестра по имени Лилли Маргарет. Среди дальних родственников семьи были генерал Уильям Текумсе Шерман, генерал Союза во время Гражданской войны в США, и Роджер Шерман, один из отцов-основателей Соединённых Штатов.
Рут получила степень бакалавра психологии в Калифорнийском университете в Лос-Анджелесе в 1917 году. Во время учёбы в аспирантуре Калифорнийского университета в Лос-Анджелесе она изучала психологические различия в различных группах преступников.
В Калифорнийском университете в Лос-Анджелесе она познакомилась со своим будущим мужем Ричардом Толманом, физиком-математиком и физико-химиком, который в то время работал деканом аспирантуры. Они поженились в 1924 году, когда ей было тридцать лет. Ричард Толман, перешедший в Калифорнийский технологический институт в 1922 году, наиболее известен как заместитель председателя Комитета национальных оборонных исследований (под председательством Вэнивара Буша) и как научный советник генерал-майора Лесли Гровса из Манхэттенского проекта во время Второй мировой войны.

## Карьера
Толман была видной фигурой в области клинической психологии. После замужества она осталась научным сотрудником и преподавателем в Калифорнийском университете в Лос-Анджелесе (1927–1929), а затем преподавала в колледже Оксиденталь (преподаватель психологии; 1930–1932) и Скриппс-колледже (преподаватель психологии; 1934), а также получила степень магистра в области психологии в Оксиденталь в 1930 году. Незадолго до защиты докторской степени по клинической психологии в Калифорнийском университете в Беркли в 1937 году, она стала старшим психологом-экспертом Департамента испытательного срока округа Лос-Анджелес (1936–1940). Написав шесть книг и помогая разработать раннее лечение посттравматического стрессового расстройства, она также была первой женщиной, когда-либо избранной в Общество психологического изучения социальных проблем (SPSSI).
Толман активно помогала другим женщинам достичь тех же целей, что и она. Во время Второй мировой войны она работала в комитете под названием «Служба женщин-психологов» при Чрезвычайном комитете по психологии (ECP). Целью организации было помочь подготовить женщин-психологов вместо психологов-мужчин, которые находились в отъезде и служили в армии, а также помочь решить проблему дискриминации, которую испытывают женщины-психологи.
Когда началась война, Толман завербовали правительственные учреждения, которые тогда нанимали психологов. После того, как Толманы временно переехали в Вашингтон, округ Колумбия, она провела год (1941–1942) в качестве младшего аналитика социальных наук в отделе программных исследований Министерства сельского хозяйства. После этого была двухлетняя работа (1942–1944) в качестве аналитика общественного мнения в Управлении военной информации. Её последней должностью (1944–1945) была должность клинического психолога в Управлении стратегических служб (УСС), которое было предшественником Центрального разведывательного управления. Эта роль требовала от неё разработки тестов для оценки психологической устойчивости полевых агентов.
После войны она с мужем вернулись в Калифорнию. Там Толман с 1946 по 1954 год возглавляла отдел клинической психологии в местном отделении Управления по делам ветеранов, леча солдат, страдающих посттравматическим стрессовым расстройством (тогда характеризовавшимся как «боевая усталость»). Эти усилия значительно продвинули её карьеру и сделали её заметной фигурой. С 1953 по 1957 год она также работала клиническим профессором психологии в Калифорнийском университете в Лос-Анджелесе, сохраняя при этом связь с местной клиникой психической гигиены Управления по делам ветеранов (1954-1957). За свой вклад Толман была избрана членом Американской психологической ассоциации.

## Личная жизнь
После войны Толманы переехали в дом на территории Калифорнийского технологического института в Пасадене, штат Калифорния, где и прожили остаток своей жизни.
Примерно в это же время у Рут завязался эмоциональный роман с Дж. Робертом Оппенгеймером, главой Лос-Аламосской лаборатории во время войны и человека, которого считают «отцом атомной бомбы» за его роль в Манхэттенском проекте. Они встретились в 1928 году; Толман была на десять лет старше Оппенгеймера, но у них было много общего, и они стали хорошими друзьями. Это прервалось в то время, как Оппенгеймер вернулся на восток и стал директором Института перспективных исследований. Однако Патрисия Клаус и Ширли Стрешински, авторы «Атомной истории любви» (англ. An Atomic Love Story), пришли к выводу: «Считалось, что это не было сексуальной, а только тесной эмоциональной связью».
Кай Берд, автор книги «Американский Прометей», написал, что Толман любила своего мужа и была опустошена, когда он умер от сердечного приступа в 1948 году. После смерти Ричарда она нашла утешение у Оппенгеймера. Они время от времени встречались и часто обменивались письмами. Многие из них были уничтожены после смерти Рут, но те, что сохранились, свидетельствуют о близких и нежных отношениях между ними.
Рут Шерман Толман умерла 18 сентября 1957 года в Пасадене, штат Калифорния, в возрасте 64 лет, и была похоронена в Вудс-Хоул, Массачусетс.

## В культуре
В фильме 2023 года «Оппенгеймер» режиссёра Кристофера Нолана Толман сыграла актриса Луиза Ломбард.